# Verbascum barnadesii
Verbascum barnadesii är en flenörtsväxtart som beskrevs av Vahl. Verbascum barnadesii ingår i släktet kungsljus, och familjen flenörtsväxter. Inga underarter finns listade i Catalogue of Life.